# The Lost Jungle
The Lost Jungle (bra: Homens e Feras, ou O Sertão Desaparecido) é um seriado estadunidense de 1934, gênero aventura, dirigido por David Howard e Armand Schaefer, em 12 capítulos, estrelado por Clyde Beatty e George 'Gabby' Hayes. Foi produzido e distribuído pela Mascot Pictures, e veiculou nos cinemas estadunidenses a partir de 22 de março de 1934.
Uma semissequência para este seriado, Darkest Africa, seria produzido pela Republic Pictures em 1936, após a Republic surgir da fusão de várias companhias cinematográficas, entre elas a Mascot Pictures.

## Sinopse
O legendário treinador de animais Clyde Beatty interpreta ele mesmo. Quando sua namorada Ruth e seu pai se perdem na África durante uma expedição científica, Clyde parte em sua busca, com um dirigível. O dirigível é derrubado por um furacão, mas Clyde sobrevive, enfrentando várias batalhas contra animais selvagens e vilões até o resgate.

## Elenco
- Clyde Beatty … Clyde Beatty
- Cecilia Parker … Ruth Robinson
- Syd Saylor … Larry Henderson
- Warner Richmond … Sharkey
- Edward LeSaint … Capitão Robinson
- Wheeler Oakman … Kirby
- Maston Williams … Thompson
- Max Wagner … Slade
- Mickey Rooney … Mickey
- Lew Meehan	 ...	Flynn
- Wes Warner	 ...	Jackman
- Jim Corey	 ...	Steve
- Ernie Adams	 ...	Pete
- Slim Whitaker	 ...	Slim
- Jack Carlyle	 ...	Cook
- Wally Wales	 ...	Tripulante
- Crauford Kent	 ...	Prof. Livingston
- Harry Holman	 ...	Maitland, dono do circo
- Lloyd Ingraham	 ...	Cap. Bannister
- Lloyd Whitlock	 ...	Howard
- George 'Gabby' Hayes	 ...	médico no dirigível
- Henry Hall	 ...	Oficial naval
- Lionel Backus	 ...	Sandy
- Wilfred Lucas	 ...	Anunciante do circo
- Charles Williams	 ...	Repórter
- Bruce Mitchell	 ...	Almirante
- Frank Lanning	 ...	O homem selvagem

## Lançamento

### Cinemas
Uma versão editada em forma de filme, com 68 minutos, foi lançada quase simultaneamente com o seriado. Essa versões feitas a partir da edição eram uma prática comum, mas normalmente eram lançados após o seriado inicial. Nat Levine anunciou que havia cenas não vistas na versão serial.

## Capítulos

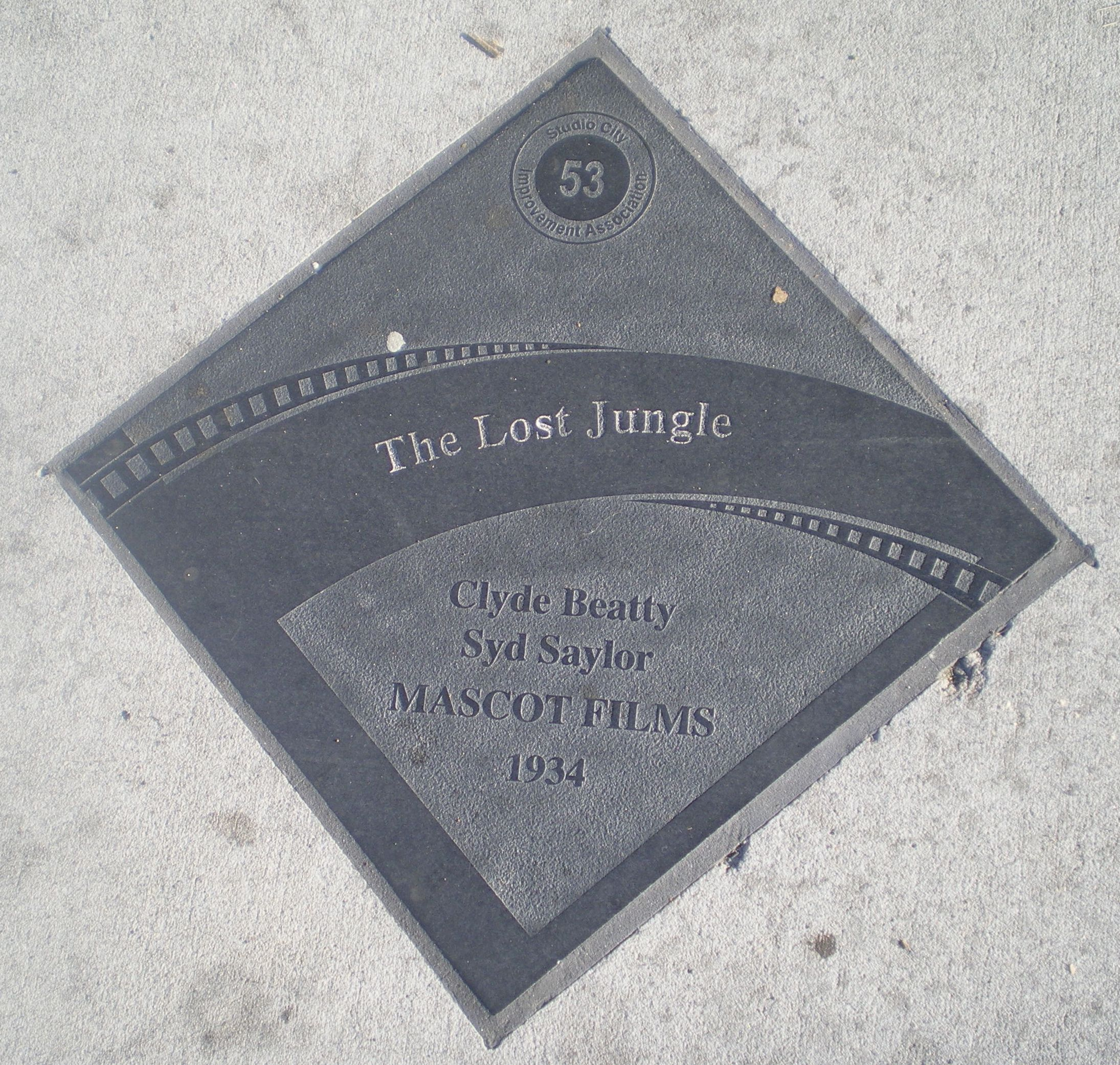
Lost Jungle Diamond, Studio City Walk of Fame

1. Noah's Ark Island
2. Nature in the Raw
3. The Hypnotic Eye
4. The Pit of Crocodiles
5. Gorilla Warfare
6. The Battle of Beasts
7. The Tiger's Prey
8. The Lion's Brood
9. Eyes of the Jungle
10. Human Hyenas
11. The Gorilla
12. Take Them Back Alive

Fonte: